# Мерісвілл (Мічиган)
Мерісвілл (англ. Marysville) — місто (англ. city) в США, в окрузі Сент-Клер штату Мічиган. Населення — 9997 осіб (2020).

## Географія
Мерісвілл розташований за координатами 42°54′31″ пн. ш. 82°28′49″ зх. д. / 42.90861° пн. ш. 82.48028° зх. д. (42.908613, -82.480401).  За даними Бюро перепису населення США в 2010 році місто мало площу 21,49 км², з яких 18,93 км² — суходіл та 2,56 км² — водойми.

## Демографія
Згідно з переписом 2010 року, у місті мешкало 9959 осіб у 4160 домогосподарствах у складі 2738 родин. Густота населення становила 463 особи/км².  Було 4515 помешкань (210/км²).
Расовий склад населення:
| - 97,5 % — білих - 0,6 % — азіатів - 0,3 % — чорних або афроамериканців - 0,2 % — корінних американців |

До двох чи більше рас належало 0,9 %. Частка іспаномовних становила 1,8 % від усіх жителів.
За віковим діапазоном населення розподілялося таким чином: 23,4 % — особи молодші 18 років, 59,1 % — особи у віці 18—64 років, 17,5 % — особи у віці 65 років та старші. Медіана віку мешканця становила 42,0 року. На 100 осіб жіночої статі у місті припадало 92,9 чоловіків;  на 100 жінок у віці від 18 років та старших — 89,2 чоловіків також старших 18 років.
Середній дохід на одне домашнє господарство  становив 63 970 доларів США (медіана — 53 611), а середній дохід на одну сім'ю — 78 573 долари (медіана — 70 387). Медіана доходів становила 60 776 доларів для чоловіків та 46 250 доларів для жінок. За межею бідності перебувало 8,2 % осіб, у тому числі 7,6 % дітей у віці до 18 років та 7,4 % осіб у віці 65 років та старших.
Цивільне працевлаштоване населення становило 4585 осіб. Основні галузі зайнятості: освіта, охорона здоров'я та соціальна допомога — 30,0 %, виробництво — 18,8 %, мистецтво, розваги та відпочинок — 11,6 %, роздрібна торгівля — 10,3 %.